# Ashers
La ville d’Ashers est une localité de la région du Southland, située dans l’Île du Sud de la Nouvelle-Zélande.

## Situation
Elle est localisée à l’est de la cité d’Invercargill sur le trajet de la Southern Scenic Route (en) qui relie les villes de Kapuka et celle de Gorge Road. D’autres villages à proximité comprennent Oteramika vers le nord et Kapuka South vers le sud. Au sud, se trouvent aussi le lagon de Waituna (en) et la baie de Toetoes.

## Économie
Ashers est une zone rurale et ainsi l’agriculture figure comme l'activité majeure, mais des dépôts significatifs de lignite et de charbon sont aussi localisés dans le secteur. Le bassin houiller d’Ashers-Waituna contient grossièrement 746 millions de tonnes de charbon exploitable. Des travaux exploratoires ont été entrepris mais l’exploitation minière commerciale n’a pas été mise en place.
Un arrêt habituel pour les touristes et aussi pour les résidents locaux est l’ancien puits d’exploitation de lignite d’Ashers, qui a été transformé en un jardin de bord de lac de 16 acres (64 750 m2), toujours caractérisé par les murs de lignite et gardant la forme originale du puits mais abritant un café et un parc pour les caravanes.

## Chemin de fer
Le 1er mars 1895, une extension de la ligne de la branche de Seaward Bush (en) à partir de la ville de Mokotua en direction de celle de Gorge Road fut ouverte avec une station localisée au niveau de la ville de Ashers. Les trains circulaient de et vers Invercargill seulement deux fois par semaine jusqu’à ce que l’extension ultérieure vers la ville de Waimahaka soit ouverte en 1899.
À ce moment, un train mixte quotidien entre la ville de Waimahaka et la cité d’Invercargill commença à fonctionner. La rentabilité de la ligne déclina vers 1930 et en 1951, les trains mixtes furent interrompus pour ne circuler qu’une fois par semaine pour des mesures d’économie avec des trains seulement de marchandise les autres jours de la semaine. Le 1er juin 1960, tout le service passager passant à travers la ville d'Ashers fut arrêté. Le niveau du fret continua aussi à ne pas être rentable et l’ensemble du trafic fut fermé le 31 mars 1966. Certains éléments du ballast de l’ancienne ligne peuvent toujours être aperçus dans la proximité de la ville d’Ashers.